# Mbini (municipi)
Mbini és un municipi de Guinea Equatorial, de la província Litoral a la Regió Continental. En 2001 tenia 20.295 habitants.
Està localitzada geogràficament en la delta del riu Mbini actualment denominat riu Eyo (i abans Benito) que té 1800 metres d'amplària, al centre de la costa de Mbini. Mbini és el nom ndowe per referir-se al riu.
Té una població aproximada de 20.295 habitants (14.034 habitants segons el cens de 1994 dels quals 2.430 vivien a la zona urbana i 11.604 a la zona rural). És cap del districte del mateix nom (amb 36 Consells de Poblat).
La localitat té port i està comunicada per ferri amb Bolondo (a l'altre costat del riu, des d'on es pot anar a Bata).